# Tobias Skerka
Tobias Skerka (* 19. Mai 1975 in Rendsburg) ist ein deutscher Handballtrainer und ehemaliger Handballspieler.

## Laufbahn
Der 1,92 Meter große linke Rückraumspieler spielte bis zum Jahr 2000 für die SG Flensburg-Handewitt, von Januar 2001 bis Juni 2001 für den TuS Nettelstedt, von Oktober 2002 bis Mai 2004 für den Stralsunder HV, von Juli 2004 bis Januar 2005 beim VfL Fredenbeck und von Januar 2005 bis Februar 2008 für die Ahlener SG aktiv.
Im März 2007 zog er sich eine Schulterverletzung zu, durch die er bis Saisonende ausfiel. Als Ahlens Trainer Holger Kaiser entlassen wurde, leitete Skerka gemeinsam mit dem ehemaligen Co-Trainer Frank Wolters bis zum Saisonende das Training.
Skerka spielte von Februar 2008 bis Mai 2010 für den VfL Bad Schwartau. Anschließend übernahm er das Traineramt des Drittligisten SV Henstedt-Ulzburg. Unter seiner Leitung stieg der SVHU 2012 in die 2. Bundesliga auf. Nachdem SVHU 2013 wieder abgestiegen war, gelang der Mannschaft ein Jahr später die Rückkehr in die Zweitklassigkeit. Anschließend musste Skerka sein Traineramt aus beruflichen Gründen niederlegen. Bis Ende 2014 lief Skerka für die 2. Mannschaft des SV Henstedt-Ulzburg auf, die in der Landesliga spielte. Zwischen Februar und April 2016 half er in neun Zweitligapartien beim VfL Bad Schwartau aus.
Ab der Saison 2017/18 betreute Skerka den Oberligisten TSV Ellerbek. Zur Saison 2019/20 übernahm er den Drittligisten HG Hamburg-Barmbek. Im April 2022 trat er von seinem Amt zurück. Zwei Monate später trat er bei der HG Hamburg-Barmbek den Posten des Sportlichen Leiters an. In der Schlussphase der Saison 2021/22 half er nochmals als Spieler beim abstiegsbedrohten SH-Ligisten MTV Lübeck aus.

## Erfolge
Tobias Skerka gewann als Spieler mit der SG Flensburg-Handewitt den EHF-Pokal 1996/97. Sowohl mit TuS Nettelstedt als auch mit dem Stralsunder HV gelang ihm der Aufstieg in die Handball-Bundesliga. Als Trainer führte er den SV Henstedt-Ulzburg in die 2. Handball-Bundesliga.

## Privates
Skerka ist Diplom-Ingenieur für Elektrotechnik. Er ist verheiratet und hat zwei Kinder.